# جاهلية معاصرة
الجاهلية المعاصرة أو الجاهلية الحديثة هي مصطلح يشير إلى ما يراه بعض الإسلاميين من دعاة فصل الدين عن الدولة والحكم المدني كتهميش الدين وفصله عن مجالات الحياة الأخرى. من أوائل من استخدم هذا المصطلح أبو أعلى المودودي واحتواه سيد قطب وطور هذه النظرية شقيقه محمد قطب بناء علي تفسيرهم لقوله تعالي ﴿أَفَحُكْمَ الْجَاهِلِيَّةِ يَبْغُونَ وَمَنْ أَحْسَنُ مِنَ اللَّهِ حُكْمًا لِقَوْمٍ يُوقِنُونَ﴾.

## شرح النظرية
لفظ الجاهلية مصطلح قرآني. وهذه الصيغة صيغة الفاعلية لم ترد في استعمال العرب قبل نزول القرآن الكريم. فقد استخدموا الفعل جَهِلَ، وتصريفاته المختلفة، واستخدموا المصدر: الجهل والجهالة، ولكنهم لم يستخدموا صيغة الفاعلية (جاهلية)، ولا هم وصفوا أنفسهم ولا غيرهم بأنهم جاهليون. إنما جاء وصفهم بهذه الصفة في القرآن الكريم، وفي سنة رسول الله صلى الله عليه وسلم. والمصطلح القرآني - كل مصطلح قرآني - هو استخدام خاص للفظٍ من الألفاظ، يُخصصه بمعنى معين، لا يفهم من المعنى اللغوي على هذا النحو الخاص إلا بتخصيص القرآن الكريم له، وإن كان يدخل في إطار المعنى العام.
والجاهلية - كسائر المصطلحات القرآنية - لها معناها المحدد، الذي يدخل في إطار المعنى اللغوي العام، ولكنه يتخذ دلالته المحددة من استخدام القرآن له، وتحديده لمعناه. يقول ابن تيمية في بيان المعنى اللغوي للجهل:«هو عدم العلم، أو عدم اتباع العلم. فإنّ من لم يعلم الحقّ فهو جاهل جهلاً بسيطاً، فإن اعتقد خلافه فهو جاهل جهلاً مركباً.. وكذلك من عمل بخلاف الحقّ فهو جاهل، وإن علم أنه مخالف للحقّ.» أما في القرآن الكريم فاللفظ يرد في معنى خاص، أو في معنيين محددين: إما الجهل بحقيقة الألوهية وخصائصها، وإما السلوك غير المنضبط بالضوابط الربانية، أي بعبارة أخرى: عدم اتباع ما أنزل الله.

## المؤيدون
يظن أتباعها - الليبراليين والعلمانيين - بأن الدين يجرف المجتمعات بعيداً إلى الوراء ويبث في النفوس روح الكسل والالتصاق بالأرض وبأن في الدين تأصيل لنزعة الزهد والانعزال والتخلف حتى كادوا أن يقتربوا في دعواهم من النظرة الشيوعية للدين بأنه أفيون الشعوب. ويستشهدون بفترة العصور المظلمة في أوروبا شاهداً على صدق دعواهم وحسن نواياهم حيث كانت أوروبا تعيش تحث سيطرة الكنيسة التي تمثل الدين وكانت ضد العلم التجريبي وتعتبره شيئاً من الشعوذة والسحر وضد كل جديد يناقض المنطق الأرسطي الذي يخدم المصلحة الخاصة لرجال الدين وبأن أوروبا ما كانت لتستلم زمام القيادة الحضارية إلا بعد أن تخلصت من سيطرة الكنيسة وبترت يد الدين عن التدخل في شئونها الدنيوية. 

## المعارضون
في الإسلام فالحال مختلف ولا مجال للمقارنة وعلماء الدين في الإسلام يقومون بدور الناصح والمرشد والواعظ وليسوا سيوفاً متسلطة على رقاب الناس فلا داعي وفي المقابل كانت الحضارة الإسلامية في أوج ازدهارها، وأن ما حققته مسيرة الحضارة الإسلامية من إنجازات وابتكارات في مجالات العلوم التطبيقية والإنسانية ظلت إلى اليوم، وهو نتيجة من نتائج التوازن بين تجربتي المادة والروح فاستطاعت أن تحتفظ بهذا التوازن لفترة طويلة من الزمن، فتحققت لها من المعطيات الحضارية.
ولكن الإسلام مستثنى من ذلك لانه يفرض العلم والتجربة في الامور كلها  كما جاء في القرآن: ﴿وَلَا تَقْفُ مَا لَيْسَ لَكَ بِهِ عِلْمٌ إِنَّ السَّمْعَ وَالْبَصَرَ وَالْفُؤَادَ كُلُّ أُولَئِكَ كَانَ عَنْهُ مَسْئُولًا ۝٣٦﴾ [الإسراء:36]، بخلاف المسيحية والتي تعتمد اناجيل مزورة لم ترد حقيقة في اصلها عن عيسى المسيح.

## مقالات ذات علاقة
- توحيد الحاكمية.
- دار الإسلام ودار الكفر.
- التيار القطبي

## الوصلات الخارجية
- الجاهلية المعاصرة محاظرة بصوت محمد قطب إبراهيم.
- صور من حياة المرأة في الجاهلية المعاصرة محاظرة بصوت سلمان بن فهد العودة.